# Viva a Brotolândia
Viva a Brotolândia è un album della cantante brasiliana Elis Regina, pubblicato nel 1961 dalla Continental (LP LPD 3161).

## Il disco
L'esordio discografico della quindicenne Elis Regina avvenne nel 1960 quando il suo scopritore Carlos Imperial portò la ragazzina di Porto Alegre a Rio de Janeiro per farle incidere il suo primo 78 giri. Il disco, registrato per la casa discografica Continental di San Paolo e uscito nel maggio del 1961, conteneva due canzoni, la prima, Dá Sorte, su un ritmo calypso, la seconda, Sonhando (Dreamin'), un rock lento, adatte alla figura adolescenziale della cantante. Nel giugno del 1961 uscì il secondo disco di Elis, un altro 78 giri con Dor de Cotovelo e Samba Feito pra Mim.
Nel 1961 l'etichetta pubblicò il suo primo LP che, oltre alle canzoni dei singoli, conteneva un altro gruppetto di canzoni nello stesso stile, tra cui alcune cover di successi americani in lingua portoghese.
Nel primo lavoro di Elis Regina manca completamente la bossa nova, che al tempo era all'apice della sua popolarità in Brasile, e ci sono solo vaghe tracce di samba. In generale, le canzoni riflettono i gusti del pubblico più giovane dell'epoca con pochi riferimenti alla tradizione musicale brasiliana e molti omaggi ai nuovi ritmi della musica pop statunitense, tendenzialmente rivolta ai teenager, un po' di ritmi rock, calypso e bolero.
Gli arrangiamenti e la direzione dell'orchestra furono affidati a Severino Filho del gruppo vocale Os Cariocas sotto la supervisione di Carlos Imperial.
Dá Sorte è una canzone composta dal doppiatore, ma anche autore di canzoni, Eleu Salvador. Sonhando (Dreamin') è invece la cover di una canzone di Barry De Vorzon e Ted Ellis portata al successo nel 1960 dal rocker statunitense Johnny Burnette. Gli unici samba del disco sono Samba Feito pra Mim del nordestino Paulo Tito e Murmúrio di Djalma Ferreira e Luiz Antônio.
Altre cover di brani statunitensi sono Take in Your Arms, inciso dalla cantante Abbey Lincoln nel 1956, Baby Face, un vecchio standard del 1926 di Benny Davis e Harry Akst, Puppy Love di Paul Anka e My Favorite Things di Rodgers e Hammerstein resa celebre, un anno prima, nella versione jazz di John Coltrane.
Il titolo del disco fa riferimento al termine broto, cioè germoglio, gemma. Brota era il nomignolo con cui venivano identificate le adolescenti come Elis Regina che cantavano la musica di facile ascolto, romantica e spensierata, rivolta principalmente ai coetanei.
L'album fu ripubblicato nel 1982 (e poi su CD nel 1994) in un doppio contenente anche il secondo disco della cantante, Poema de Amor, sotto il titolo Dose Dupla: Nasce uma Estrela, e quindi nel 2006 su CD-Audio dalla Som Livre (storica etichetta poi confluita nel Gruppo Globo) e dalla Warner Music all'interno della serie di dischi rimasterizzati digitalmente Primeiros Anos.

## Tracce
1. Dá Sorte - (Eleu Salvador) - 2:15
2. Sonhando (Dreamin') - (Barry De Vorzon, Ted Ellis, Juvenal Fernandes) - 2:51
3. Murmúrio - (Djalma Ferreira, Luiz Antônio) - 2:49
4. Tu Serás - (Angelo Martignani, Othon Russo) - 2:35
5. Samba Feito pra Mim - (Paulo Tito) - 2:50
6. Fala-me de Amor (Take Me in Your Arms) - (Mitchell Parish, Alfred Markus, Fritz Rotter, Max Gold) - 3:09
7. Baby Face - (Benny Davis, Harry Akst, Fred Jorge) - 1:54
8. Dor de Cotovelo - (João Roberto Kelly) - 2:27
9. Garoto Último Tipo (Puppy Love) - (Paul Anka, Fred Jorge) - 2:46
10. As Coisas Que Eu Gosto (My Favorite Things) - (Oscar Hammerstein II, Richard Rodgers, Fernando Cesar)  - 2:27
11. Mesmo de Mentira - (Carlos Imperial) - 2:31
12. Amor, Amor (Love, Love) - (Bill Caesar, Carlos Imperial) - 2:34

## Formazione
- Elis Regina - voce
- Severino Filho - arrangiamento e direzione
- Orchestra di Severino Filho